# Pricilla de Oliveira Azevedo
Pricilla de Oliveira Azevedo, född 1978, är en brasiliansk militärpolis med graden major.
de Oliveira växte upp i Laranjeiras, Rio och tog värvning som militärpolis 1998.
År 2007 blev hon kidnappad och torterad, men lyckades gripa förövarna och fick utmärkelser för sitt mod. Hon blev utnämnd att leda UPP (Unidade de Polícia Pacificadora) som arbetade med brottsförebyggande åtgärder i favelan Santa Marta. Arbetet har bland annat handlat om att få ordning på samhällsfunktioner såsom sophantering och förbättrad sjukvård.
Tidningen Veja utsåg de Oliviera till Defender of the City och 2012 tilldelades hon International Women of Courage Award.